# Lierbyen
Lierbyen este o localitate din comuna Lier, provincia Buskerud, Norvegia, cu o suprafață de  km² și o populație de  locuitori (2013).